# كمال الدين (أمجز)
کمال الدین (بالفارسية: کمال‌الدین) هي قرية تقع في إيران في قسم أمجز الريفي.